# Синухе, египтянин
Синухе, египтянин (фин. Sinuhe egyptiläinen) — исторический роман из 15 «книг» из жизни Древнего Египта, автором которого является финский писатель Мика Валтари. Вошёл в список бестселлеров по версии Publishers Weekly за 1949 год в США. Роман переведён на тридцать языков мира и к концу XX в. стал самым переводимым произведением финской литературы.

## Содержание
Действие романа происходит в период между 1390 и 1335 годами до н. э. и предваряется предисловием уже состарившегося главного героя, врача Синухе, находящегося в изгнании. Далее описывается его детство, прошедшее в столице Древнего Египта времён Нового Царства, Фивах. Новорождённый Синухе был найден на берегу Нила в тростниковой лодке и воспитан уже немолодым врачом Сенмутом и его простой, но благочестивой супругой, детей не имевшей. Став юношей, Синухе первоначально пожелал сделать карьеру военного, но после встречи со старым заслуженным солдатом, всеми позабытым и прозябавшем в нищете, меняет своё решение и при содействии бывшего однокашника отца, а ныне врача-царедворца, «вскрывателя черепов» Птагора получает возможность учиться в храмовой школе на медика. Здесь, в храме Амона в Фивах, происходит его знакомство с прекрасной куртизанкой Нефернефер, сыгравшее роковую роль в судьбе Синухе.
Получив основательное профессиональное образование в «Доме жизни» при храме, Синухе в то же время, наблюдая за безобразиями и стяжательством жречества, утрачивает веру в богов Египта. В это время тяжело заболевает правящий фараон Аменофис III и, когда стала неизбежной — несмотря на искусство лекарей и обильные жертвы, принесённые Аммону в храме, построенном по приказу самого фараона — его близкая кончина, к умирающему был вызван царский
«вскрыватель черепов» Птагор, взявший с собой ассистентом молодого врача Синухе. Фараон после операции, наутро, скончался, но Синухе во дворце знакомится с наследником трона, будущим фараоном Эхнатоном и его сестрой, красавицей Бакетамон. Во время ночной прогулки в пустыню сына фараона сопровождает Синухе. Там, среди песков, Эхнатон получает откровение от своего «личного бога» Атона, которое заканчивается для Эхнатона сильнейшим эпилептическим припадком. При помощи случайно оказавшегося рядом молодого воина Хоремхеба врачу удаётся доставить сына царя обратно, к берегам Нила, где их всех уже ожидал корабль и слуги. После смерти фараона неудачливые врачеватели Птагор, Синухе и сопровождавший их «заговаривающий кровь» знахарь были приговорены к символической казни (во время исполнения которой знахарь и в самом деле загадочным образом скончался), а затем получили новые имена и обильные подарки. Синухе получил от фараона к своему имени добавление: «Синухе, который одинок».
Окончив обучение в «Доме жизни», Синухе открывает на средства, полученные от вдовы фараона Тейи свой врачебный кабинет и покупает одноглазого, уже немолодого раба Каптаха, который будет затем сопровождать его в странствиях долгие годы. Каптах суеверен, ворчлив, вороват, трусоват, любит выпить и похвастать, но в то же время он сообразителен и неглуп, а главное — предан своему хозяину. В один из вечеров, уже после приёма пациентов к Синухе приходит его старый приятель Хоремхеб, ставший к этому времени начальником фараоновой стражи. Пожаловавшись своему другу на высокомерие придворных и невыносимые для честного офицера условия службы, неумелость воинов, уже два поколения не глядевших в лицо настоящему противнику, Хоремхеб также открывает своему другу, что безнадёжно влюблён в сестру фараона Бакетамон. Выпив вина и чтобы прогнать гнетущие их мысли, молодые люди отправляются в один из «весёлых домов», где Синухе неожиданно встречается с его хозяйкой, красавицей Нефернефер, произведшей много лет назад неизгладимое впечатление на него, ещё неопытного юношу, во время его послушничества в храме Амона. Нефернефер узнаёт подаренное когда-то кольцо на пальце Синухе, и ведёт себя с ним нежно и ласково, пробуждая у него давно затаённую страсть. В результате Синухе за считанные дни возобновлённого знакомства настолько обезумел от любви, что переписал на Нефернефер, искусно вымогавшую у распалённого любовника всё новые подарки, не только свой дом и всё имущество, но и дом своих родителей, доверителем которых был, и даже их могилы, приобретённые заранее на кладбище — как это было в обычае у древних египтян. Когда же кокотка выжала из него всё, что только было возможно, слуги Нефернефер избили Синухе и вышвырнули бедняка на улицу. Старики-родители его, узнав о том, что дом их продан блуднице, и что они оказались без средств существования на улице, отравились угарным газом. Похоронить родителей у Синухе не оставалось ни гроша, и он обратился за помощью к своему бывшему рабу Каптаху, проданному теперь новым хозяевам. Из скопленных за несколько лет средств тот дал Синухе немного меди и серебра, однако для полноценного бальзамирования трупов и захоронения этого было недостаточно. Поэтому бывший врач отправился в «Дом смерти», храмовое место, где проводилось бальзамирование, и взялся без оплаты отработать там тридцать дней — столько времени требовалось для обработки тел его родителей перед захоронением. Здесь, в «царстве мёртвых», Синухе как врач и анатом узнал много такого, что обогатило его профессиональные знания и умения. При помощи похищенных во время бальзамирования богатых «клиентов» материалов он работает над телами отца и матери и затем, закатав их в воловью шкуру, отвозит в «Город мёртвых» на левый берег Нила, где и погребает в одной из богатых могил в Долине Царей. При этом он случайно находит в песке небольшое изображение священного скарабея с драгоценными камнями на месте глаз. Этот скарабей становится впоследствии талисманом-хранителем Синухе и Каптаха. На обратном пути к реке Синухе знакомится с одним из освобождённых новым фараоном заключённых из каменоломен, и тот рассказывает врачу трагическую историю своей жизни. Ночью оба они идут снова в «Город мёртвых» и грабят богатства из могилы богача, погубившего семью бывшего узника.
Вернувшись в Фивы, Синухе не находит себе применения, его душу раздирает от горя и раскаяния за своё недостойное поведение, приведшее к смерти родителей. Повстречавшийся ему Каптах, которому бывший врач возвращает взятые ранее деньги, предлагает своему бывшему хозяину уехать из Египта и начать новую жизнь в Сирии, где ценятся египетские врачи чрезвычайно высоко. Рабу также невыносимо в новом доме, где старая, сварливая хозяйка его беспрестанно избивает, и он согласен даже под угрозой жестокого наказания бежать вместе с Синухе. Устроившись на одно из судов в качестве врача, Синухе со своим слугой добираются со временем до сирийского побережья. Пугливый Каптах, пострадавший также от морской болезни, клянётся всеми богами никогда больше не ступать на палубу корабля. Своё и Синухе спасение он приписывает исключительно благоволению могущественного скарабея. В Сирии Синухе в течение двух лет живёт в городе Симира, и занимается здесь лечением больных, изучением местного и вавилонского языков. Во многом, особенно в хирургическом вмешательстве, у него обнаруживается превосходство над местными лекарями, и со временем Синухе становится богатым человеком. Жизнь ему отравляет лишь некая крупнотелая наложница, приобретённая Каптахом своему господину для любовных утех, и которая при этом оказалась совершенно ненасытной. К счастью для обоих, «девушку» увидел прибывший в Симиру и лечившийся у Синухе Азиру, царь аморитов. Он влюбился в пышнотелую красавицу и приобрёл её у врача.
В это время на Ближнем Востоке назревают весьма серьёзные события. В Сирию, представлявшую собой ряд буферных, контролируемых Египтом городов-государств, вторгаются дикие племена кочевников-хабиру, предков древних евреев. Хабиру разоряют деревни, грабят караваны, угрожая основе основ — международной торговле, даже захватывают и уничтожают вместе с египетским гарнизоном один из сирийских городов. В ответ на это фараон-пацифист Эхнатон посылает против кочевников военный отряд, правда — с приказом решить конфликт по возможности мирным путём. Возглавляет этот отряд Хоремхеб. Египетские войска делают своей базой Иерусалим и возводят здесь на священном холме храм Атона. Узнав о движении соотечественников вглубь Сирии, Синухе прибывает в военный лагерь, надеясь быть как врач полезным. Здесь он встречается со своим старым другом-военачальником, к радости их обоих. В произошедшей на следующий день битве египтяне, имевшие превосходство как в вооружении, так и в дисциплине и выучке, наголову разбивают хабиру. Преследовавший их остатки Хоремхеб отбивает у врага захваченную ранее добычу и даже их сделанного из дерева бога-идола Яхве, которого уничтожает. После окончания похода у Хоремхеба с Синухе происходит важный разговор, во время которого военачальник делится с другом своими тревожными мыслями об изменении к худшему политической ситуации у границ Египта, и просит Синухе совершить путешествие по сопредельным странам, чтобы выяснить степень таящейся угрозы для их страны.
Синухе со своим слугой посещают и некоторое время живут в Митанни, Вавилонии, Хеттском царстве и на Крите. Везде в этих странах Синухе, пользуясь своим врачебным мастерством, достигает такого положения, при котором ему удаётся войти в среду высших сановников и даже правителей. Митанни он видит как слабую, умирающую державу, не имеющую будущего. В Вавилонии правит почти мальчик, капризный и непостоянный в своих решениях, тратящий всё своё время между гаремом и обильными пирами, и запустившим своё в целом весьма многочисленное войско. Лечивший этого царя и подружившийся с ним первоначально Синухе затем вынужден был бежать из Вавилона, так как его раб Каптах был в один из праздников избран на один день «царём Вавилона», после чего по закону следовала его казнь. Вместе с Синухе из гарема дворца бежит и красавица критянка Минея, сакральная танцовщица и жрица-девственница, посвящённая главному критскому божеству, Минотавру. Минея стремится вернуться на родину, но первоначально Синухе должен окончить свою миссию и посетить страну хеттов, таинственное государство, единственное на земле, где уже имеют изготовлять изделия и оружие из железа. По своему устройству хеттское царство является закрытым от внешнего мира военизированным государством, столицу которого — Хаттусас — из иностранцев дозволено посещать только послам иных держав. Присоединившись в качестве врача к одному из таких сирийских посольств, Синухе вместе с Минеей, в которую влюбляется, и Каптахом, посещает страну хеттов. Из разговоров со знакомым ему архивариусом хеттского царя Синухе узнаёт о далеко идущих планах хеттов, мечтающих о подчинении своей власти всего Востока. Получив в качестве подарка от одного из своих знатных пациентов железное оружие, Синухе со своим слугой и Минеей отплывают на Крит. Здесь он узнаёт, что спасённая им девушка является родственницей критского царя Миноса, и что в ближайшее время ей предстоит вступить — вместе с ещё несколькими юношами и девушками — в «Тёмный дом» (Лабиринт), обиталище таинственного критского бога, откуда — несмотря на рассказы жрецов о тамошних сказочных богатствах — ещё никто живым не возвращался…

## Популярность
Книга Мика Валтари, сразу ставшая бестселлером, уже в 1945—1960 годах была опубликована в США, Великобритании, Франции, ФРГ, Японии, Израиле, Швеции, Финляндии, Испании, Португалии, Исландии, Италии, Дании, Норвегии, Нидерландах, Швейцарии. При этом из-за антисоветских взглядов автора в Советском Союзе она фактически была запрещена, и русский её перевод увидел свет лишь в 1993 году в Санкт-Петербурге, где его выпустило издательство журнала «Звезда». Роман Валтари оказал влияние на произведения Георгия Гулиа «Фараон Эхнатон», Уилбура Смита «Божество Реки», Элизабет Херинг «Ваятель Фараона», Стефана Гейма «Книга царя Давида». Известный украинский писатель Павло Загребельный критиковал произведения финского автора за вольное обращение с фактами и историческую недостоверность.

## Адаптации
В 1954 году по этому роману американским кинорежиссёром Майклом Кёртисом был снят художественный фильм «Египтянин».
Первоначально на русском языке роман издавался под названием «Синухе-египтянин», затем «Наследник фараона», потом просто «Египтянин».